# 칸 치튼든
칸 치튼든(Khan Chittenden, 1983년 6월 2일 ~ )은 오스트레일리아의 배우이다.